# Hasselbach (Winterspelt)
Hasselbach ist ein Ortsteil der Ortsgemeinde Winterspelt im Eifelkreis Bitburg-Prüm in Rheinland-Pfalz.

## Geographische Lage
Hasselbach liegt nordwestlich von Winterspelt in einer Entfernung von rund 1,5 km. Der Ort liegt auf einer Hochebene und ist überwiegend von landwirtschaftlichen Nutzflächen sowie einem Wald im Südwesten umgeben. Südwestlich von Hasselbach fließt ein Ausläufer des Frehlenbaches. Hasselbach liegt direkt an der Bundesautobahn 60.

## Geschichte
Zur genauen Entstehung des Ortsteils Hasselbach liegen keine Informationen vor.
Im Jahr 1794 hatten französische Revolutionstruppen das Linke Rheinufer besetzt. Von 1798 an gehörten alle Ortsteile in der heutigen Gemeinde Winterspelt (außer Heckhalenfeld) zum Kanton Schönberg im Saardepartement.

## Kultur und Naherholung

### Wegekreuz
Im Ortsteil Hasselbach befindet sich ein Wegekreuz. Dieses steht im Bereich der Kreuzung in Richtung Autobahn 60. Genauere Angaben hierzu liegen nicht vor.

### Wandern
Rund um Winterspelt existieren mehrere Wanderwege, die unter anderem auch in die Nähe von Hasselbach führen. Die Region ist besonders durch die Nähe zu Belgien von touristischer Bedeutung. Entlang der belgischen Grenze gibt es weitere Wanderwege, die auch die anderen Ortsteile von Winterspelt berühren.

## Wirtschaft und Infrastruktur

### Unternehmen
In Hasselbach werden ein Elektrofachgeschäft und ein Architektenbüro betrieben.

### Verkehr
Es existiert eine regelmäßige Busverbindung.
Hasselbach liegt strategisch günstig direkt an der Bundesautobahn 60 mit der Anschlussstelle Winterspelt und ist durch die Landesstraße 16 erschlossen.